# Chiesa di San Prospero (Parma, San Prospero Parmense)
La chiesa di San Prospero, nota anche come pieve di San Prospero, è un luogo di culto cattolico dalle forme barocche, situato in via Emilio Lepido 124 a San Prospero Parmense, frazione di Parma, in provincia e diocesi di Parma; è sede di una parrocchia compresa nella zona pastorale della città.

## Storia
La pieve originaria fu edificata entro il X secolo, in corrispondenza della prima tappa lungo la via Emilia tra Parma e Reggio; la prima testimonianza della sua esistenza risale infatti al 980, quando fu citata in un atto dell'imperatore del Sacro Romano Impero Ottone II di Sassonia, confermato nel 996 dal suo successore Ottone III.
Il luogo di culto fu nominato anche nel 1005, nell'Ordo Archipresbiterorum Plebium voluto dal vescovo di Parma Sigifredo II.
Nel 1141 la pieve fu citata in una bolla del papa Innocenzo II tra i beni appartenenti al Capitolo della Cattedrale di Parma.
Nel 1230, come testimoniato dal Capitulum seu Rotulus Decimarum della diocesi di Parma, dipendevano dalla pieve le cappelle di San Donato, di Gazzano e di Meledulo, cui si aggiunsero nel 1299 quelle di Beneceto, di Torano e di Coloreto.
Nel 1578, a causa del profondo stato di degrado in cui versava, il tempio fu chiuso al culto, mentre ne assunse le funzioni la chiesa di Gozzano.
La chiesa fu abbattuta e riedificata a partire dal 1743; i lavori furono completati dopo il 1779, anno in cui ne risultava ancora in costruzione la zona del presbiterio.
Nel 1928 un violento terremoto causò notevoli danni al campanile.
Nella prima metà del XX secolo il luogo di culto fu sottoposto a interventi di ristrutturazione che interessarono gli interni, ove furono rifatte le pavimentazioni e furono sostituiti l'altare maggiore e il fonte battesimale.
Nel 1960 furono avviati i lavori di ricostruzione del campanile sul luogo del precedente, demolito in quanto pericolante; la nuova torre fu completata nel 1965.

## Descrizione

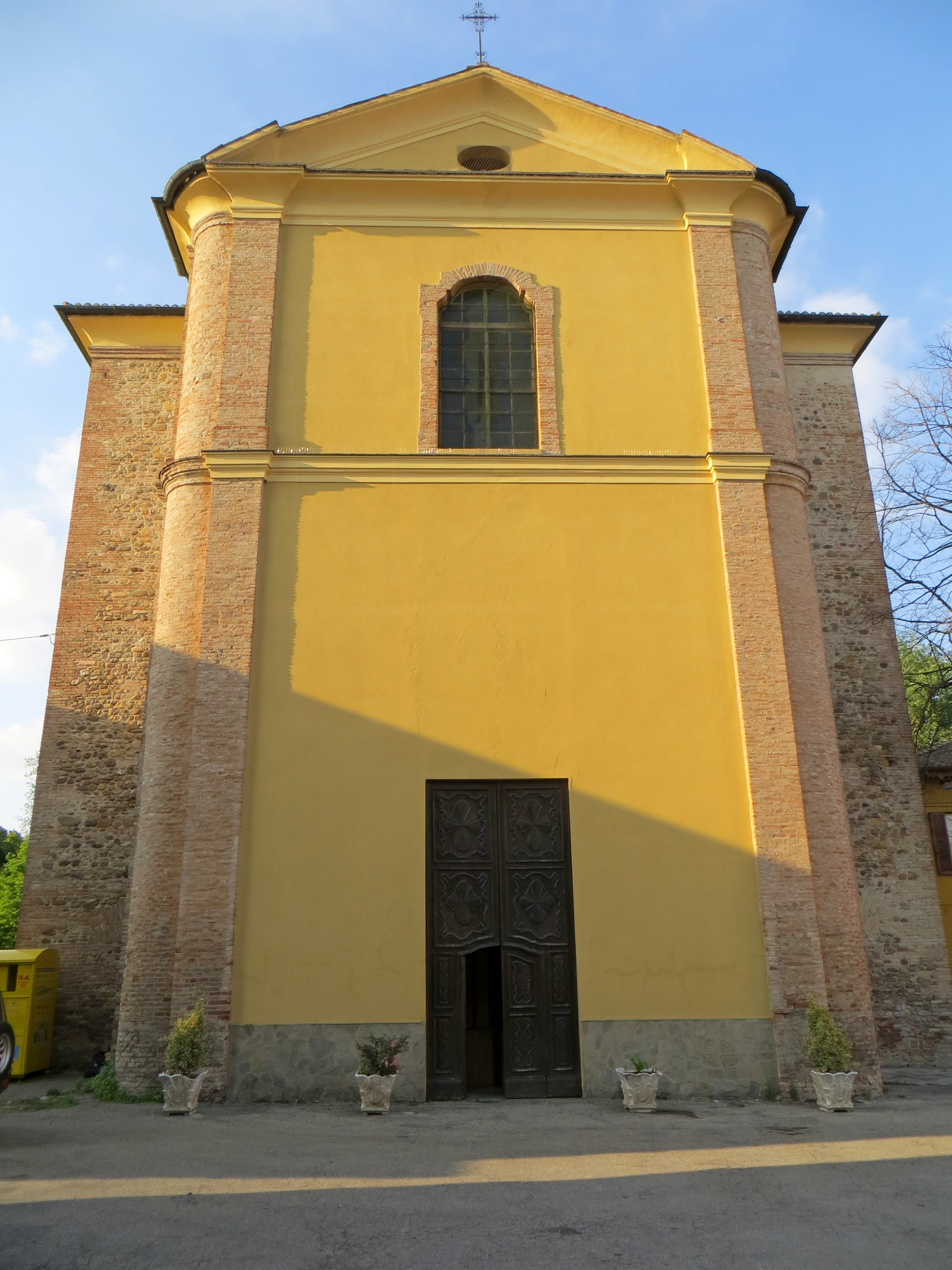
Facciata

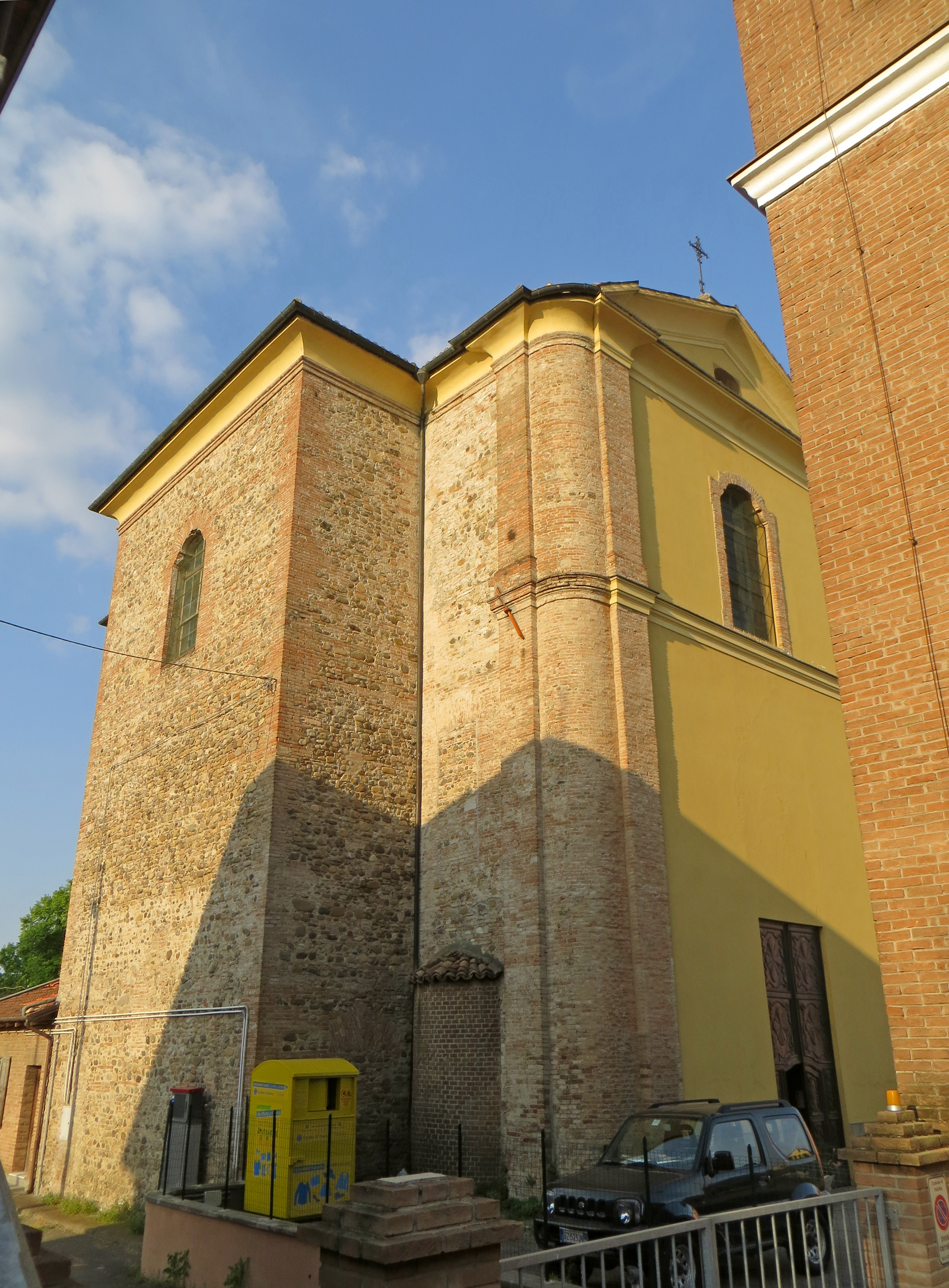
Facciata e lato ovest

La chiesa si sviluppa su un impianto a navata unica affiancata da una cappella su ogni lato, con ingresso a sud e presbiterio absidato a nord.
L'alta e simmetrica facciata a capanna, intonacata nella porzione centrale, è suddivisa orizzontalmente in due parti da un cornicione in aggetto; alle estremità si innalza un doppio ordine di lesene in laterizio. Inferiormente è collocato nel mezzo l'ampio portale d'ingresso; superiormente si apre al centro un finestrone a coronamento mistilineo, delimitato da cornice in mattoni; in sommità si staglia il frontone triangolare spezzato.
Alle estremità due concavità raccordano l'alta facciata ai fianchi dell'edificio, rivestiti in laterizio.
Sulla sinistra si innalza isolato il campanile in mattoni, suddiviso orizzontalmente da due cornici marcapiano; la cella campanaria si affaccia sui quattro lati attraverso aperture ad arco mistilineo; in sommità si staglia la pseudo-cupola in rame con profilo mistilineo.
All'interno la navata, coperta da una volta a botte, è affiancata da una serie di lesene coronate da capitelli dorici, a sostegno del cornicione perimetrale modanato; ai lati si aprono attraverso alte arcate a tutto sesto le cappelle.
Il presbiterio, lievemente sopraelevato, è preceduto dall'arco trionfale; l'ambiente, chiuso superiormente da una volta a botte, è illuminato da due finestre laterali; sul fondo l'abside, coperta dal catino a semicupola, accoglie, sopra al coro del 1800 circa, la settecentesca pala d'altare raffigurante la Madonna col Bambino e i santi Prospero e Stefano papa, inquadrata da una cornice intagliata coeva e delimitata dalle statue di due angeli.
La chiesa conserva altre opere di pregio, in parte provenienti dalla soppressa chiesa di Gozzano, tra cui un olio del XVIII secolo rappresentante la Morte di san Giuseppe, un'ancona seicentesca contenente la pala settecentesca della Madonna col Bambino e i santi Antonio da Padova e Antonio abate, un'altra ancona coeva, una tela ritraente Cristo tra i santi Francesco e Michele, coi santi Prospero e Stefano papa, eseguita intorno al 1600 da Alessandro Bernabei, una statua marmorea rappresentante Santa Felicola, risalente al XIII o XV secolo, e un calice argenteo, sbalzato nel XVIII secolo.